# Georgios Kalyvas
Georgios Kalyvas (griechisch Γεώργιος Καλυβάς, * 6. Dezember 1978 in Montreal, Québec, Kanada) ist ein ehemaliger kanadisch-griechischer Eishockeyspieler, der zuletzt bis 2013 bei Iptameni Pagodromi Athen in der griechischen Eishockeyliga unter Vertrag stand. Sein Bruder Dimitrios war ebenfalls griechischer Nationalspieler.

## Karriere
Georgios Kalyvas, der als Sohn griechischer Einwanderer in Montreal zur Welt kam, begann seine Karriere als Eishockeyspieler in seinem Geburtsland Kanada. Von 2007 bis 2013 spielte er für den griechischen Rekordmeister Iptameni Pagodromi Athen in der griechischen Eishockeyliga. Mit dem Klub gewann er 2008, 2009, 2010 und 2013 den griechischen Meistertitel. Nach dem vierten Titelgewinn beendete er im Alter von knapp 35 Jahren seine aktive Karriere.

### International
Mit der griechischen Nationalmannschaft nahm Kalyvas zunächst an den D-Weltmeisterschaften 1998 und 1999 teil. Nach der Umstellung auf das heutige Divisionensystem spielte er 2008, 2009, 2010, als er gemeinsam mit dem Iren Mark Morrison Torschützenkönig und gemeinsam mit den Iren Sean Dooley und Gareth Roberts hinter seinem Bruder Dimitrios und Morrison drittbester Scorer des Turniers war, 2012 und 2013 in der Division III, wobei er 2008 und 2013 mit den Hellenen zuvor auch ein Qualifikationsturnier bestreiten musste.

## Erfolge und Auszeichnungen
- 2008 Griechischer Meister mit Iptameni Pagodromi Athen
- 2009 Griechischer Meister mit Iptameni Pagodromi Athen
- 2010 Griechischer Meister mit Iptameni Pagodromi Athen
- 2013 Griechischer Meister mit Iptameni Pagodromi Athen

### International
- 2010 Bester Torschütze bei der Weltmeisterschaft der Division III, Gruppe A
- 2013 Qualifikation für die Division III bei der Qualifikation zur Weltmeisterschaft der Division III